# Championnat de Colombie féminin de football 2021
Navigation
Édition précédente Édition suivante
La saison 2021 du Championnat de Colombie féminin de football (Liga Femenina Dimayor 2021) est la cinquième saison du championnat. L'Independiente Santa Fe, vainqueur la saison précédente, remet son titre en jeu.

## Format
Le championnat est disputé par 12 équipes. Lors de la première phase, ces équipes sont divisées en trois groupes de quatre équipes.
À l'issue de cette phase de groupes, les huit meilleures équipes se qualifient pour une phase à élimination directe. Les équipes s'affrontent alors en matches aller-retour.

## Équipes participantes
| \| Agglomération de Bogota: · La Equidad · Fortaleza · Millonarios · Independiente Santa Fe América de Cali Atl. Bucaramanga Atlético Nacional Deportivo Cali Bogota Independente Medellín Llaneros Real Santander \| Localisation des clubs engagés dans le championnat. |
| Agglomération de Bogota: · La Equidad · Fortaleza · Millonarios · Independiente Santa Fe América de Cali Atl. Bucaramanga Atlético Nacional Deportivo Cali Bogota Independente Medellín Llaneros Real Santander                                                           |

| Club                   | Ville         | Meilleur résultat      | Résultat 2020      |
| ---------------------- | ------------- | ---------------------- | ------------------ |
| América de Cali        | Cali          | Vainqueur (2019)       | Finaliste          |
| Atlético Bucaramanga   | Bucaramanga   | Demi-finaliste         | Phase de groupes   |
| Atlético Nacional      | Medellín      | Finaliste              | Quart-de-finaliste |
| Deportivo Cali         | Palmira       | Phase de groupes       | Quart-de-finaliste |
| La Equidad             | Bogota        | Phase de groupes       | Phase de groupes   |
| Fortaleza              | Chía          | Phase de groupes       | Phase de groupes   |
| Independiente Medellín | Itagüí        | Finaliste              | Demi-finaliste     |
| Llaneros               | Villavicencio | Phase de groupes       | Phase de groupes   |
| Millonarios            | Bogota        | Demi-finaliste         | Demi-finaliste     |
| Real Santander         | Bucaramanga   | Quart-de-finaliste     | Quart-de-finaliste |
| Independiente Santa Fe | Bogota        | Vainqueur (2017, 2020) | Vainqueur          |

## Résultats

### Phase de groupe

#### Groupe A
| Rang | Équipe                   | Pts | J | G | N | P | Bp | Bc | Diff |
| ---- | ------------------------ | --- | - | - | - | - | -- | -- | ---- |
| 1    | Independiente Santa Fe T | 19  | 8 | 6 | 1 | 1 | 18 | 8  | +10  |
| 2    | La Equidad               | 12  | 8 | 3 | 3 | 2 | 11 | 6  | +5   |
| 3    | Millonarios              | 11  | 8 | 2 | 5 | 1 | 9  | 8  | +1   |
| 4    | Fortaleza                | 9   | 8 | 2 | 3 | 3 | 8  | 11 | -3   |
| 5    | Llaneros                 | 2   | 8 | 0 | 2 | 6 | 6  | 19 | -13  |

#### Groupe B
| Rang | Équipe                 | Pts | J  | G | N | P  | Bp | Bc | Diff |
| ---- | ---------------------- | --- | -- | - | - | -- | -- | -- | ---- |
| 1    | Deportivo Cali         | 22  | 10 | 6 | 4 | 0  | 16 | 6  | +10  |
| 2    | Atlético Nacional      | 21  | 10 | 6 | 3 | 1  | 14 | 7  | +7   |
| 3    | América de Cali        | 20  | 10 | 6 | 2 | 2  | 25 | 10 | +15  |
| 4    | Independiente Medellín | 16  | 10 | 5 | 1 | 4  | 16 | 12 | +4   |
| 5    | Real Santander         | 6   | 10 | 2 | 0 | 8  | 8  | 19 | -11  |
| 6    | Atlético Bucaramanga   | 0   | 10 | 0 | 0 | 10 | 3  | 28 | -25  |

### Tournoi final
|  | Demi-finales       | Demi-finales           | Demi-finales           | Demi-finales           |                |                | Finale            | Finale            | Finale            | Finale            |
|  |                    |                        |                        |                        |                |                |                   |                   |                   |                   |
|  | 1er et 4 septembre | 1er et 4 septembre     | 1er et 4 septembre     | 1er et 4 septembre     |                |                | 7 et 12 septembre | 7 et 12 septembre | 7 et 12 septembre | 7 et 12 septembre |
|  | 1er B              | Deportivo Cali         | 2                      | 2                      |                |                | 7 et 12 septembre | 7 et 12 septembre | 7 et 12 septembre | 7 et 12 septembre |
|  | 1er B              | Deportivo Cali         | 2                      | 2                      |                |                | 7 et 12 septembre | 7 et 12 septembre | 7 et 12 septembre | 7 et 12 septembre |
|  | 2e A               | La Equidad             | 1                      | 0                      |                |                | 7 et 12 septembre | 7 et 12 septembre | 7 et 12 septembre | 7 et 12 septembre |
|  | 2e A               | La Equidad             | 1                      | 0                      | Deportivo Cali | Deportivo Cali | 4                 | 2                 |                   |                   |
|  | 1er et 4 septembre |                        |                        |                        | Deportivo Cali | Deportivo Cali | 4                 | 2                 |                   |                   |
|  |                    |                        | Independiente Santa Fe | Independiente Santa Fe | 1              | 2              |                   |                   |                   |                   |
|  | 1er A              | Independiente Santa Fe | Independiente Santa Fe | Independiente Santa Fe | 1              | 2              | 1                 | 2                 |                   |                   |
|  | 1er A              | Independiente Santa Fe |                        |                        |                |                |                   | 2                 |                   |                   |
|  | 2e B               | Atlético Nacional      | 0                      | 1                      |                |                |                   |                   |                   |                   |
|  | 2e B               | Atlético Nacional      | 0                      | 1                      |                |                |                   |                   |                   |                   |

( ) = Tirs au but; [ ] = Match d'appui; ap = Après prolongation; e = Victoire grâce aux buts marqués à l'extérieur; f = Victoire par forfait

### Bilan
| Championnat de Colombie féminin de football 2021 |                        |
| Champion                                         | Deportivo Cali         |
| Qualifications continentales                     |                        |
| Copa Libertadores féminine 2021                  | Deportivo Cali         |
| Copa Libertadores féminine 2021                  | Independiente Santa Fe |
| Promotions et relégations                        |                        |
| Promus en Liga Dimayor                           |                        |
| Relégués                                         |                        |

## Statistiques

### Meilleures buteuses
Mise à jour le 14 septembre 2021.
|    | Joueuse          | Club            | Buts |
| -- | ---------------- | --------------- | ---- |
| 1. | Catalina Usme    | América de Cali | 12   |
| 2. | Fany Gauto (en)  | Santa Fe        | 7    |
| 3. | Joemar Guarecuco | América de Cali | 6    |
| 3. | Heidy Mosquera   | Real Santander  | 6    |
| 3. | Manuela Pavi     | Deportivo Cali  | 6    |